# Paul Weiser
Paul Weiser (* 16. Juli 1877 in Erdmannsdorf; † 25. Dezember 1967 in Gera) war ein deutscher Maler und Grafiker.

## Leben und Werk
Weiser wurde in einfachen Verhältnissen als drittes Kind eines Böttchers geboren. Er besuchte die Volksschule in Lippersdorf. 1888 zog die Familie nach Gera. Dort machte er nach dem Abschluss der Schulausbildung in der „Enzianschule“ eine Lithografenlehre in der Lithographischen Anstalt von Ernst Günther. 1896 besuchte er die Königlichen Kunstschule in Berlin, die Vorschulklasse zur Kunst-Akademie. Von 1896 bis 1899 studierte Weiser an der Königlichen Kunstakademie in Dresden. Während der Besuche bei seinen Eltern malte er impressionistische Aquarelle von Gera und dessen Umgebung. Von 1899 bis 1901 leistet er auf der Festung Königstein seinen Wehrdienst. Von 1902 bis 1904 studierte Weiser weiter an der Dresdener Kunstakademie, unter anderem bei Otto Gussmann und Gotthardt Kuehl. 1903 erhielt er die kleine Silbermedaille der Dresdner Akademie. Weiser war ein rastloser Einzelgänger, den es immer wieder in die Welt hinaustrieb. 1904 reiste er in die USA und besuchte die Weltausstellung in St. Louis. 1906 reiste er über Spanien und Italien zurück. 1907 und 1909/1910 unternahm er zwei weitere Reisen in die USA. Ab 1908 war er freischaffender Maler und Zeichner in Dresden und Gera, daneben von 1911 bis 1912 angestellter Zeichner und Maler in verschiedenen Büros in Dresden, Wien und Riga. Bei Beginn des Ersten Weltkriegs wurde er 1914 in Riga interniert und verbrachte die Kriegsjahre in russischen Internierungslagern. Auf Anraten von Robert Sterl wurde Weiser Mitglied des Deutschen Künstlerbunds und beteiligte sich an dessen Ausstellungen. Er machte immer wieder Reisen ins Ausland, von 1922 bis 1926 und 1929/1930 mehrfach nach Spanien. Dort macht er im Museo del Prado und in der Real Academia de Bellas Artes de San Fernando Gemäldekopien, u. a. von nahezu 50 Werken Goyas. 1926/1927 reist Weiser nach Brasilien, Ende 1927 nach Amsterdam, 1928 nach Ägypten, 1929/1930 nach Spanien, vor allem nach Madrid, 1931 nach Venezuela, insbesondere Caracas (hier nannte er sich „Pablo Blanco“). Von 1928 bis 1929 arbeitete er in der Kirche Sebnitz als Restaurator. 1932/1933 unternahm er eine Fußwanderung zum Balkan, im Sommer 1933 zur Insel Rügen. Für 1933 bis 1935 nahm er sich eine Weltreise vor, und er begann mit Wanderungen u. a. nach Basel, Genf, Grenoble, Marseille und Tunis. 1937 wanderte er zur Weltausstellung nach Paris, wo er bis 1938 blieb. Ab 1939 geriet er in finanziell prekäre Verhältnisse. Er wohnte in Gera bei seiner Schwester Emma Gerth und deren Mann. Eine Freundschaft verband ihn mit dem Künstlerehepaar Irmgard und Paul Neidhardt (1873–1951). Nach Kriegsende lebt er bescheiden bei seiner Schwester Lina in Gera. Er wurde Mitglied im Verband Bildender Künstler der DDR und arbeitete als freier Künstler. 1967 wurde ihm eine kleine staatliche Ehrenrente zuerkannt.
Das Otto-Dix-Haus der Staatlichen Kunstsammlung Gera hat einen größeren Bestand an Bildern Weisers.

## Rezeption
„Paul Weiser ist weder dem Naturalismus, Impressionismus noch Realismus im eigentlichen Sinne verhaftet, doch hat seine Kunst vor allem etwas. Er ist ein Wandelnder zwischen den Zeiten und Stilen der Kunst der Jahrhundertwende. Durch sie hat er künstlerische Impulse erfahren, die seine Kunstauffassung endgültig prägte.“

## Werke (Auswahl)
- Gebirgslandschaft / Grand Canyon Colorado – Arizona (Tafelbild, Öl; im Bestand des Otto-Dix-Hauses Gera)[2]
- Herbstliches Waldmotiv vom Hainberg-Gera (Tafelbild, Öl, 1920; im Bestand des Otto-Dix-Hauses Gera)[2]
- Segovia (Aquarell; 1923)[3]
- Das Begräbnis der Sardine (Kopie nach Goya; Tafelbild, Öl; 1923; im Bestand des Otto-Dix-Hauses Gera)[2]
- Piazza de Toros Madrid (Tafelbild, Öl, 1925; im Bestand des Otto-Dix-Hauses Gera)[2]
- Equisheim (Tafelbild, Öl, 1927; im Bestand des Otto-Dix-Hauses Gera)[2]
- Ansicht von Cairo (Aquarell, 1928)[4]
- Ceuta/span. Marokko (Aquarell; 1948 ausgestellt auf der Ausstellung „Die Ernte“)[5]

## Ausstellungen (Auswahl)
- 1921 Gera, Ausstellung des Künstlerbunds Thüringen e.V.
- 1940 Gera, Jahresschau Geraer Künstler
- 1948 Gera, Stadthalle (Ausstellung Geraer Künstler „Die Ernte“)[6]
- 1949 Gera, Stadthalle (mit Hermann Paschold)[7]
- 1953 Gera, Museum für Naturkunde (mit Otto Oettel)
- 1965 Altenburg/Thüringen, Lindenau-Museum
- 1957 Gera, Museum für Kulturgeschichte (Retrospektive zum 80. Geburtstag)
- 1977 Gera, Kunstgalerie (zum 100. Geburtstag)
- 1986 Schleiz, Museum Schloss Burgk (mit Kurt Günther, Alexander Wolfgang, Hans Rudolph)
- 1998/1999 Gera, Kunstsammlung („Paul Weiser Ein Maler zieht durch die Welt“)